# Geelong Football Club

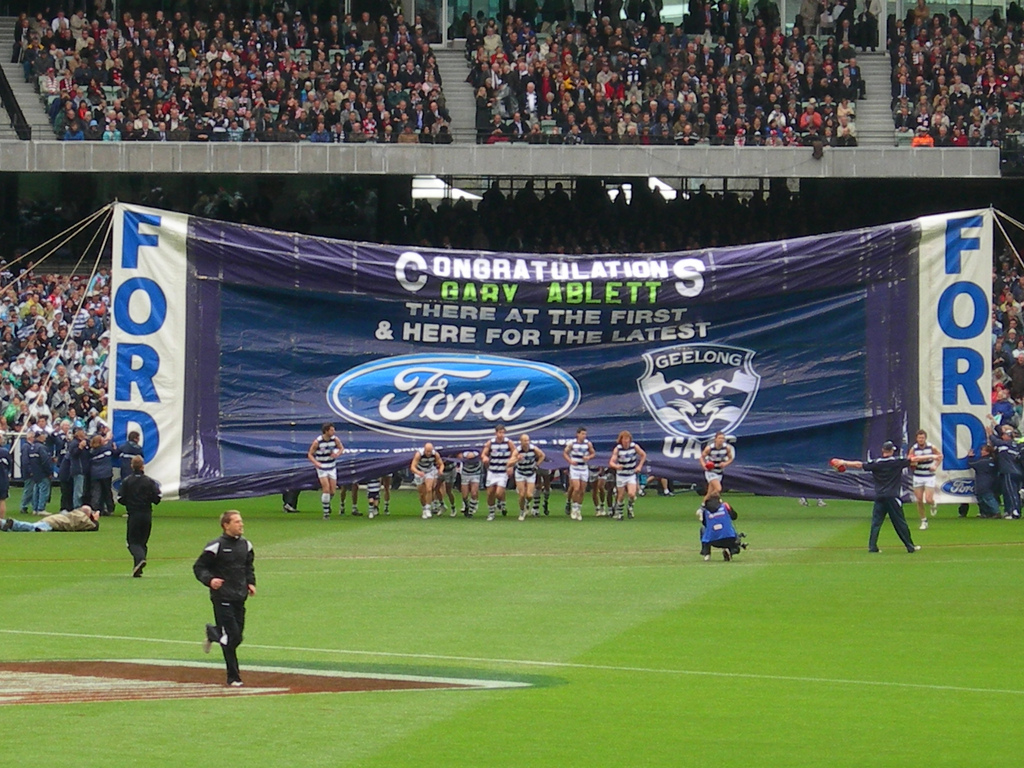
Banner mit Logo der Cats (2009)

Der Geelong Football Club ist eine Australian-Football-Mannschaft aus Geelong, Victoria, die in der Australian Football League (AFL) spielt. Ihr Spitzname ist The Cats.

## Geschichte
Der Geelong Football Club wurde im Jahr 1859 gegründet und ist einer der ältesten Vereine in der AFL. Der Verein nahm am ersten Football-Wettbewerb in Australien teil und gewann diesen in der zweiten Saison im Jahr 1863. Der Club zählte im Jahr 1877 zu den Mitbegründern der Victorian Football Association (VFA) und 1897 der Victorian Football League (VFL) im Jahr 1897. 1992 erzielte Geelong im Carrara-Stadion in Gold Coast mit 293 (37-17) gegen die Brisbane Lions die höchste Punktzahl eines Teams in einem Spiel der Australian Football League. Im Jahr 2007 gewann Geelong das Grand Final mit einem Rekord von 119 Punkten Vorsprung gegen die Mannschaft aus Port Adelaide. 2009 setzten sich die Cats im Endspiel gegen St. Kilda durch. Auch im Jahr 2011 gewannen sie das Grand Final, dieses Mal gegen die Mannschaft aus Collingwood.
Bislang hat der Club zehn Meisterschaften in der AFL gewonnen: 1925, 1931, 1937, 1951, 1952, 1963, 2007, 2009, 2011 und 2022.

## Stadion und Vereinsfarben

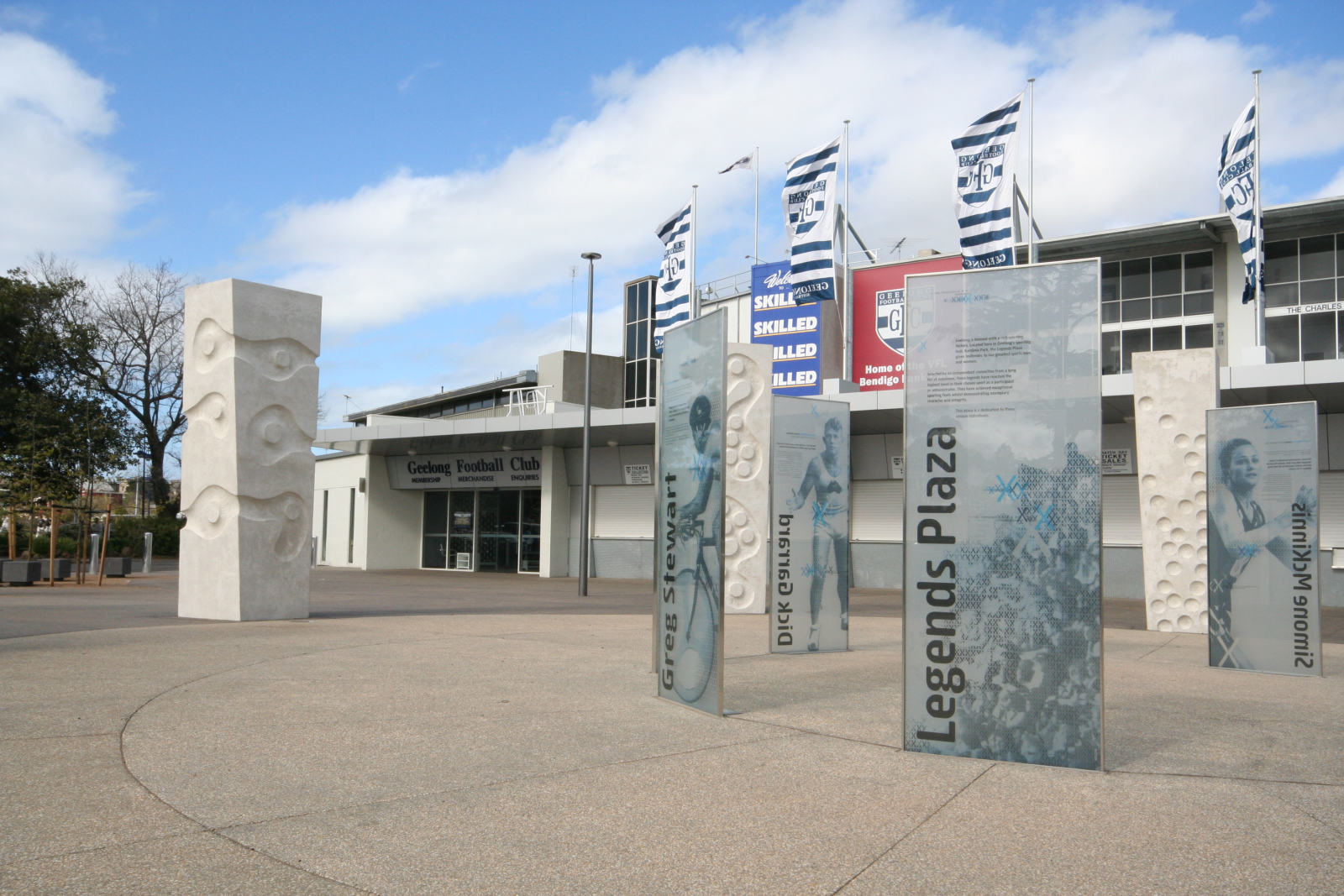
Eingang zum Kardinia Park Stadion (2007)

Die Heimspielstätte der Geelong Cats ist der Kardinia Park, der Verein spielt jedoch auch auf dem Melbourne Cricket Ground und im Docklands Stadium. Die traditionellen Farben des Vereins sind weiß mit dunkelblauen Streifen. Das Trikot besteht aus horizontal angeordneten Streifen in Dunkelblau und Weiß. Die Hosen sind weiß und die Socken ebenfalls blau-weiß geringelt. Der Teamsong hat den Namen „We Are Geelong“. Der Spitzname „The Cats“ wurde nach einer Reihe von Niederlagen im Jahre 1923 verwendet. Der Verein beauftragte einen lokalen Karikaturisten der für sie ein Logo mit einer schwarzen Katze als Glücksbringer entwerfen sollte.

## Frauen
Die Hamburgerin Theresia Meissner spielt in der Frauenmannschaft der Geelong Cats und ist damit die erste deutsche Spielerin in Australien.